# Bulgarischsprachige Wikipedia
Die bulgarischsprachige Wikipedia (bulgarisch: Българоезична Уикипедия) ist die bulgarische Variante des internationalen Wikipedia-Projekts. Verfasst wird sie in kyrillischer Schrift. Die bulgarische Sprachversion hatte im November 2018 mehr als 246.000 Artikel und steht damit auf Platz 34 der größten Wikipedia-Sprachversionen.

## Nutzer
Die bulgarischsprachige Wikipedia hatte im September 2017 über 240.000 registrierte Benutzer, von welchen 687 als aktiv in den letzten 30 Tagen angezeigt wurden. Die Nutzer können zwar Benutzernamen in kyrillischer Schrift wählen, müssen sich aber bewusst sein, dass dieser Name dann auch in anderen Sprachversionen und Wikimedia-Projekten zu sehen sein wird. Um Sprachprobleme zu vermeiden, sollten daher lateinische Buchstaben verwendet werden.

## Geschichte

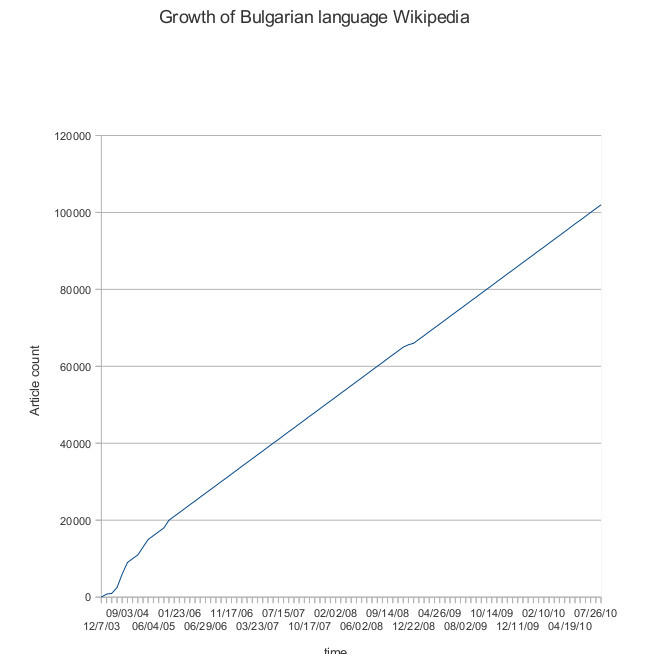
Artikelwachstum in der bulgarischsprachigen Wikipedia

Die bulgarischsprachige Wikipedia wurde am 6. Dezember 2003 eingerichtet. 2005 hatte die Wikipedia-Version mehr als 20.000 Artikel und war damit Platz 21 der größten Wikipedia-Sprachversionen. 2007 waren es über 50.000 und die Wikipedia-Version befand sich auf Platz 30.
Am 24. Mai 2010 wurde das Wikipedia-Logo kurzzeitig mit der Zahl 100.000 abgeändert, um die 100.000 Artikel zu feiern.
Am 12. Juni 2015 hatte die Seite erstmals über 200.000 Artikel.
| Anzahl der Artikel | erreicht am       |
| ------------------ | ----------------- |
| 10 Tausend         | 3. Oktober 2004   |
| 50 Tausend         | 26. Dezember 2007 |
| 100 Tausend        | 24. Mai 2010      |
| 150 Tausend        | 17. Juli 2013     |
| 200 Tausend        | 12. Juni 2015     |

## Multimedia
Seit März 2010 benutzt die bulgarischsprachige Wikipedia Wikimedia Commons für das Einbinden von Multimedia-Inhalten. Die bereits im Wiki existierenden Dateien wurde nach Commons verschoben.

## Wikimedia
Betreiber der bulgarischsprachigen Wikipedia und aller anderen Sprachversionen der freien Internet-Enzyklopädie ist die Wikimedia Foundation in San Francisco, USA.

## Auszeichnungen
2009 wurde die bulgarischsprachige Wikipedia als bulgarische Webseite für die Entwicklung der bulgarischen Internets nominiert.

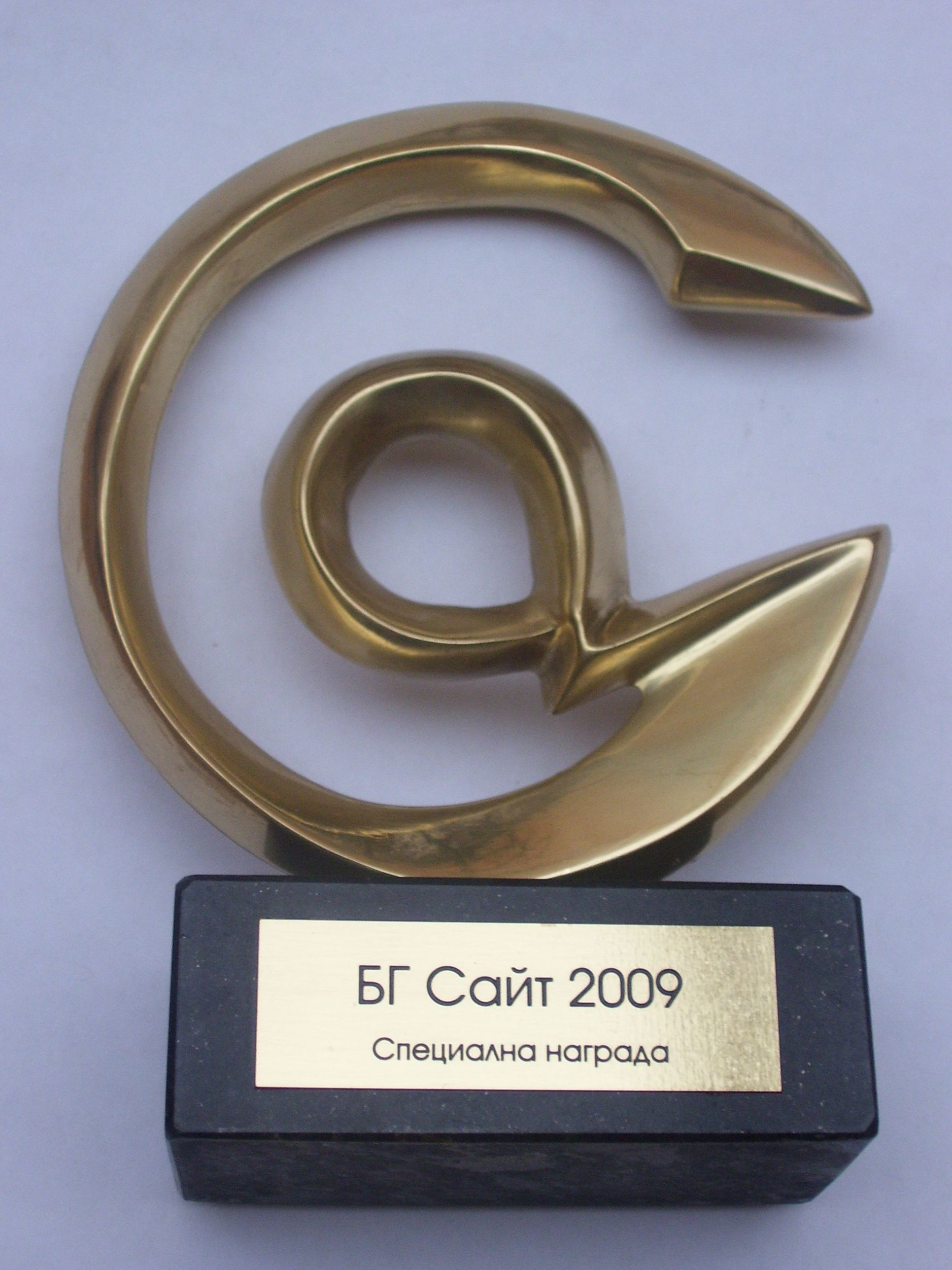
Bulgarischer Web Award 2009